# Сатьяграха

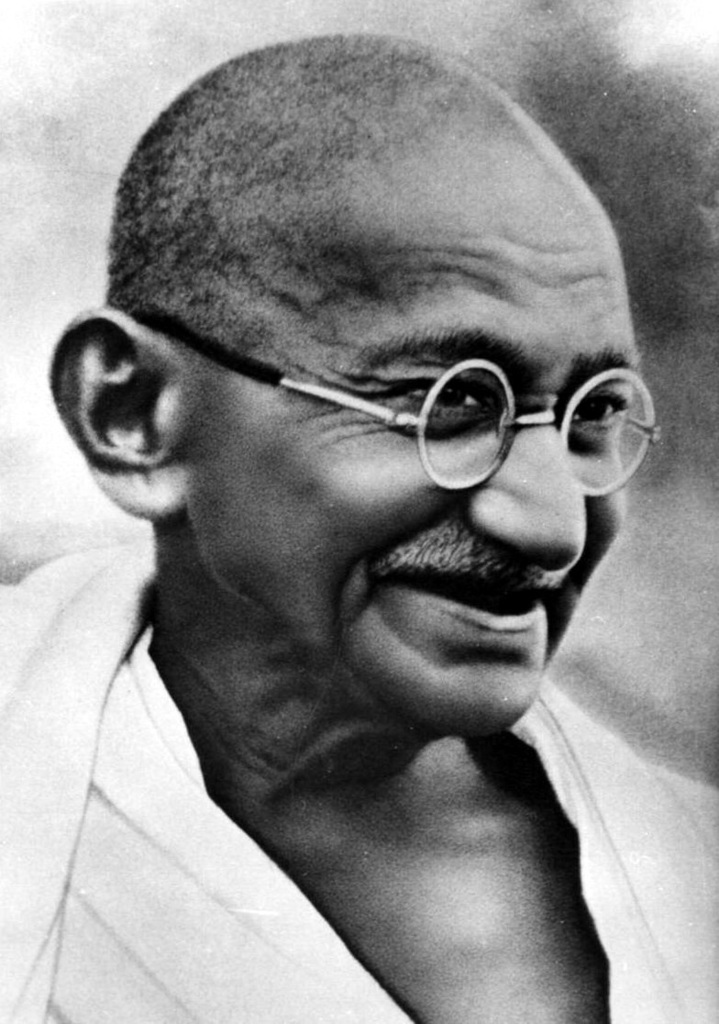
Сатьяграха возникла в Индии на основе учения Махатмы Ганди.

Сатьягра́ха (санскр. सत्याग्रह, IAST: satyāgraha, «стояние в истине», «держание за истину», «упорство в истине») — тактика ненасильственной борьбы за независимость в двух формах (несотрудничества и гражданского неповиновения), разработанная Мохандасом Ганди в Индии в период британского колониального господства.

…как я ни бился, все же не мог найти подходящий термин. Тогда я объявил конкурс среди читателей «Индиан опинион» на лучшее предложение в этом смысле. Маганлал Ганди сочинил слово «сатаграха» (сат — истина, аграха — твердость) и получил премию. Стараясь сделать слово более понятным, я изменил его на «сатьяграха», и этот термин на языке гуджарати стал с тех пор обозначением нашей борьбы.— Махатма Ганди «Моя жизнь»
Основная идея — в стремлении воздействовать на благоразумие и совесть противника через:
- отказ от насилия (ахимса)
- готовность переносить боль и страдания

Целью сатьяграхи является превращение соперника в союзника и друга — считается, что обращение к совести эффективнее, чем угрозы и насилие. В соответствии с теорией Ганди, насилие рано или поздно приводит к увеличению насилия, ненасилие же прерывает спираль зла и делает возможным превратить врага в единомышленника. Ганди рассматривает сатьяграху не как оружие слабых, а напротив, как оружие сильнейших духом.

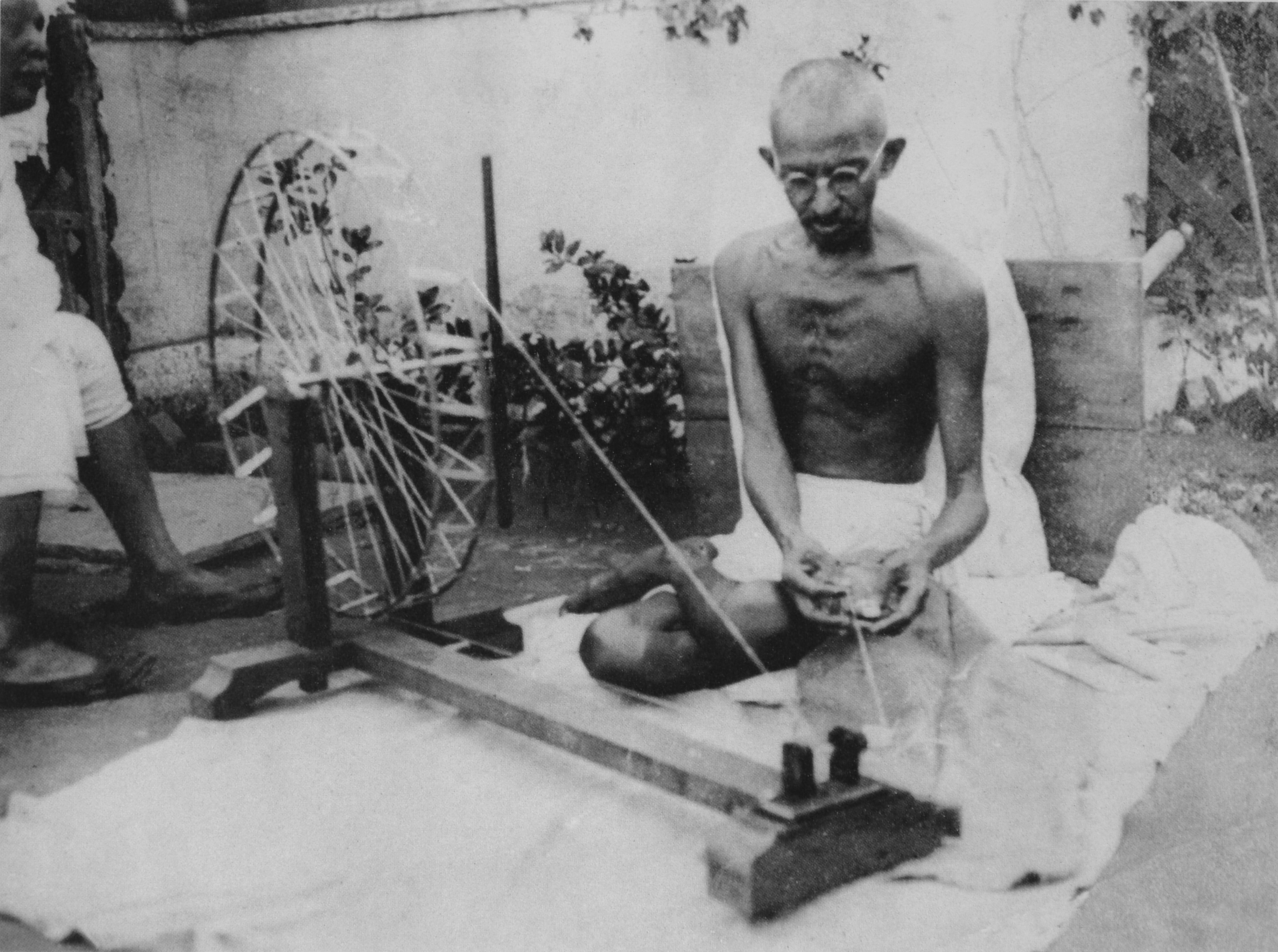
М. Ганди за прялкой

## Принципы и определения
Согласно Ганди, сатьяграха — средство для практического и сознательного нарушения несправедливых законов: «Придерживаться истины, силы истины, силы любви, силы души» и далее: «Триумф истины, победа истины, победа правды силами души и любви».
Слово «сатьяграха» состоит из двух санскритских слов: satya (истина) и āgraha (настойчивость, упорство, стойкость); она означает упорное стояние в истине. Для Махатмы Ганди сатьяграха означала намного больше, чем просто «пассивное сопротивление». По его словам:

Истина (satya) предполагает любовь, а стойкость (agraha) порождает силу, и по этой причине является синонимом силы. Таким образом, я начал называть индийское общественное движение Сатьяграхой, чтобы сказать, что сила рождается от Истины и Любви — или ненасилия, и прекратил употреблять фразу «пассивное сопротивление» в связи с этим, и даже когда мы пишем по-английски, мы часто избегаем словосочетания passive resistance и используем вместо него satyagraha …
Оригинальный текст (англ.)Truth (satya) implies love, and firmness (agraha) engenders and therefore serves as a synonym for force. I thus began to call the Indian movement Satyagraha, that is to say, the Force which is born of Truth and Love or nonviolence, and gave up the use of the phrase "passive resistance", in connection with it, so much so that even in English writing we often avoided it and used instead the word "satyagraha" ...

### Пассивное сопротивление
Сатьяграха изменила понятие «пассивное сопротивление», которое ранее понималось как оружие слабого против сильного. А следовательно, предполагало негативное отношение к противоположной стороне. Пассивное сопротивление избегало активных методов только из-за недостатка оружия, средств борьбы и ограничений законами, но в принципе не отказывалось от применения насилия.

### Гражданское неповиновение

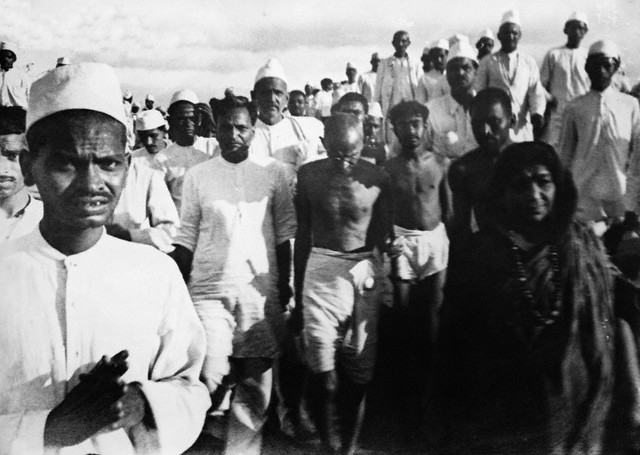
Соляной поход. Индия, 12 марта 1930 года

Гражданское неповиновение подразумевает сознательное нарушение противоречащих морали законов, в особенности отказ платить налоги. Ненасильственным способом вызывается наказание (арест, заключение в тюрьму) за нарушение несправедливого закона и затем терпеливо переносится. При нарушении законов следует проявлять полнейшие вежливость и дружелюбие по отношению к защитникам правопорядка, пытаться ни в коей мере их не провоцировать.

### Несотрудничество
Означает отказ от всяких соглашений и контактов с несправедливой правящей системой. Делает ненужным «Гражданское неповиновение» в описанном выше смысле, поэтому является более безопасным способом борьбы для простых людей.
Несотрудничество осуществляется не с самими противниками, а с их недостойными действиями. Сторонники сатьяграхи могут сотрудничать с правительственными чиновниками там, где они видят возможность позитивного развития, так как они не испытывают ненависти к представителям власти. Напротив, они настроены дружелюбно к своим противникам. Через сотрудничество с ними в том, что не является недостойным, сторонники сатьяграхи стремятся убедить противника отказаться от плохих, недостойных поступков. Борец сатьяграхи обладает неограниченной способностью переносить страдания без желания отомстить за них.
Формы несотрудничества, которые Ганди, однако, советовал применять с осторожностью, так как они могли вызвать гнев и репрессии со стороны правительства:
- отказ от титулов, званий и наград, присвоенных правительством;
- выход с государственной службы;
- выход из полиции и армии;
- бойкот судов, школ и административных учреждений с одновременным созданием альтернативных структур для поддержания функционирования общественной жизни;
- отказ от приобретения и использования английских товаров, в первую очередь — текстильной продукции.

В дальнейшем, после осуществления данных условий предполагался переход к отказу от уплаты налогов населением. Последнее по своей сути стоит за рамками движения несотрудничества. Невозможность осуществления неповиновения налоговому законодательству на ранних стадиях движения Ганди объяснял неготовностью масс. «Я утверждаю, — говорил Ганди в декабре 1920 г., — что народные массы не готовы к прекращению уплаты налогов. Они ещё не достаточно владеют самоконтролем. Если бы я мог быть уверенным в ненасилии с их стороны, я сегодня же попросил бы их прекратить выплаты и не тратил бы свободные моменты народного времени».
По представлениям Ганди, настоящий приверженец сатьяграхи должен быть если не идеальным человеком, то, по крайней мере, приближаться к нему.

## Обет
Дать обет, согласно Ганди, признак силы, а не слабости. По его определению, обет это:
«Любой ценой делать то, что должно быть сделано». Говорящий, что он сделал бы что-либо «насколько возможно», показывает тем самым по убеждениям Ганди свою слабость. Делать «насколько возможно» означает поддаться первому искушению. Нельзя придерживаться истины «насколько возможно».
Сатьяграха-приверженец даёт следующие обеты, являющиеся фундаментом развития его духовной силы:
Первые четыре обета
- Истина
- Ненасилие или любовь
- Целомудрие
- Отказ от собственности

Остальные обеты
- Мужество, храбрость
- Умеренность (в том числе и в еде)
- Не воровать
- Необходимая работа
- Равноправие религий
- Анти-неприкасаемость
- Самодисциплина